# Kronobergs län

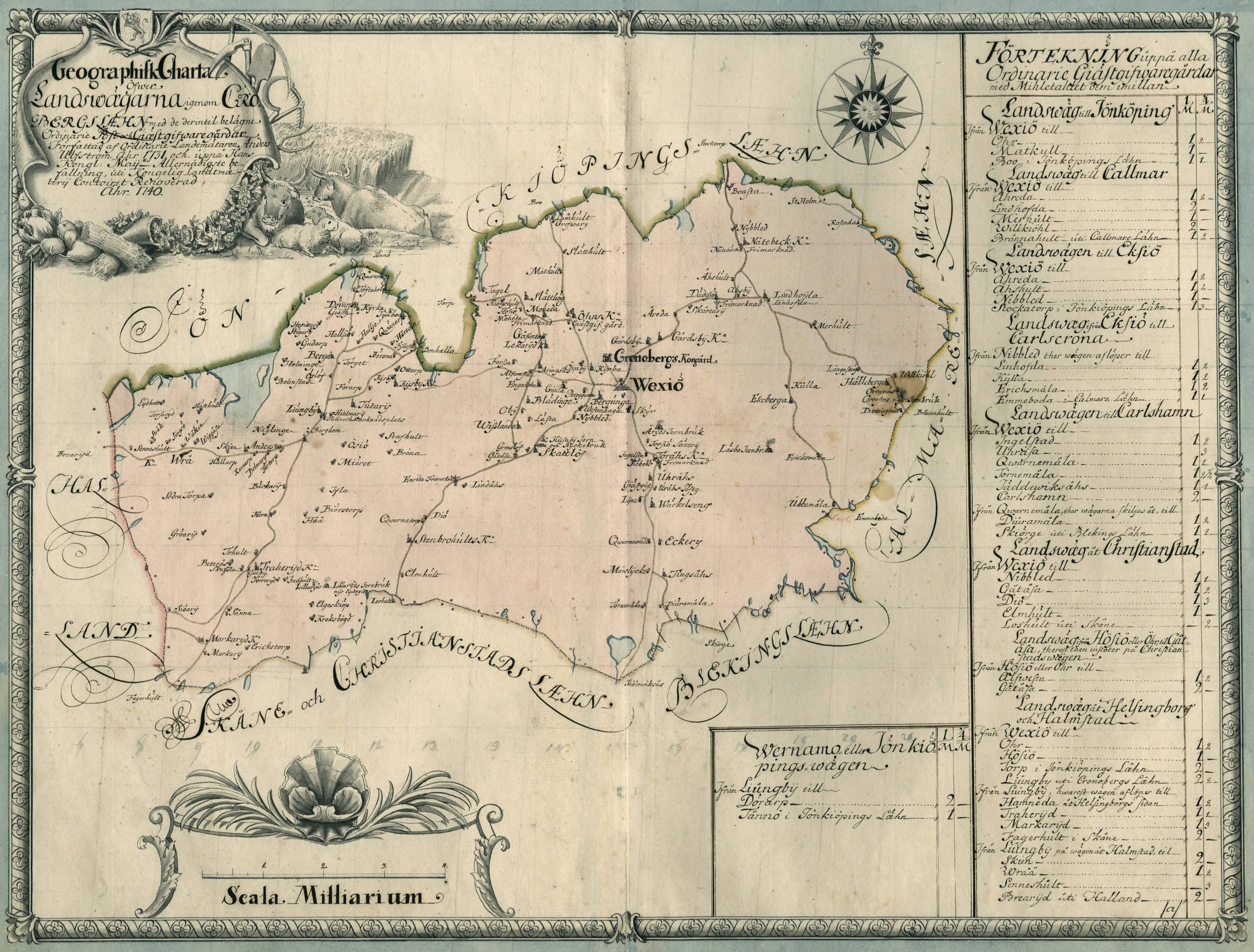
Karta över landsvägarna genom Kronobergs län år 1731.

Kronobergs län är ett av Sveriges län, och utgör den sydvästra delen av landskapet Småland. Residensstad är Växjö. Kronobergs läns valkrets utgör valkrets vid riksdagsval i Sverige.
Länet gränsar i söder till Blekinge och Skåne län, i väster till Hallands län, i öster till Kalmar län och i norr till Jönköpings län.

## Historia

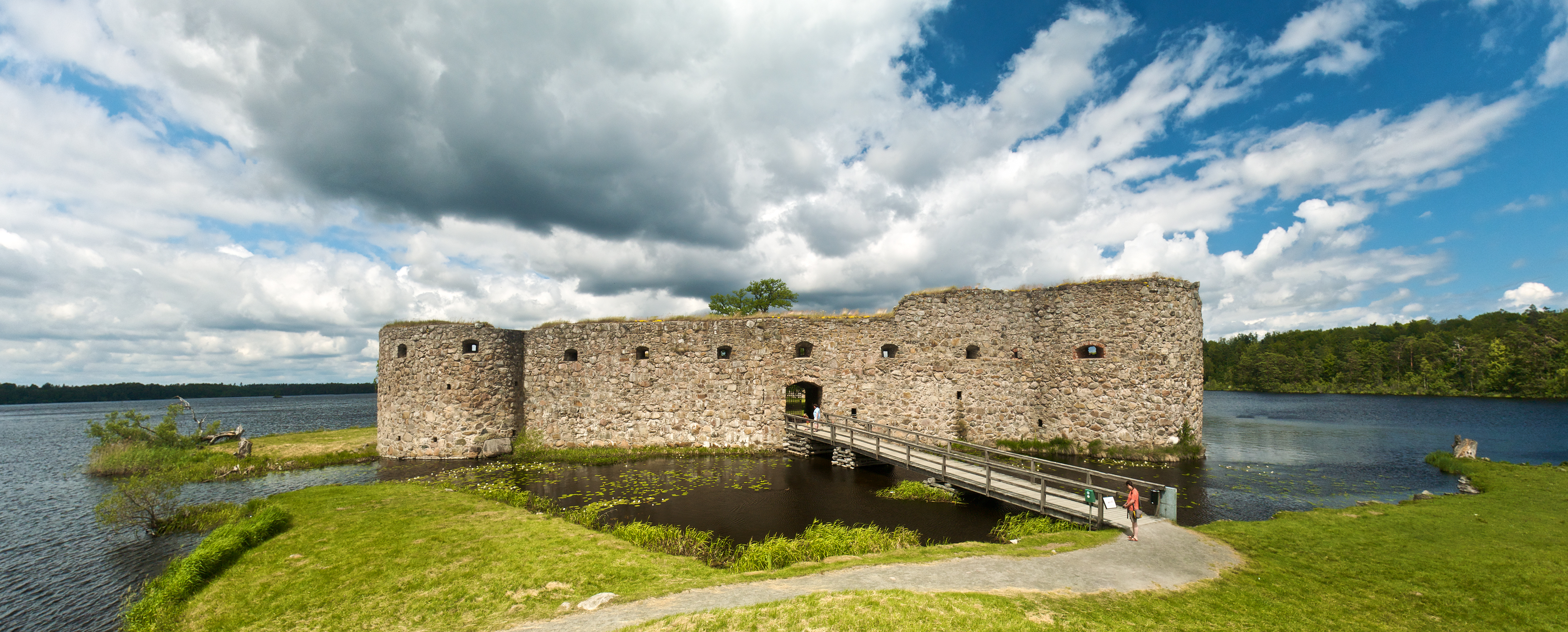
Länet har fått sitt namn efter Kronobergs slott, nu ruin, vid Helgasjön norr om Växjö.

Slottslänet Kronobergs län fanns som en kronofögderi från  1543 till slutet av 1590-talet.
I 1634 års regeringsform §24 bildades Sveriges län och här ingick det nutida Kronobergs län som en del av Smålands län vilket beskrivs som bestående av Tiohärads lagsaga och Jönköpings län (då avseende slottslänet), med residens i Kronoberg.  Ur Smålands län utbröts 1639 Jönköpings län och det kvarvarande länet började kallas Kronobergs län. 1654 kom området åter att tillsammans med Jönköpings län bilda ett gemensamt län, kallat Jönköpings och Kronobergs län, som sedan flera gånger delades och återskapades där det även när Kronobergs län fanns separat inte alltid omfattade hela nutida länet. 1679-1680 kom även området för nutida Kalmar län ingå i ett storlän kallat Smålands län. Från 1687 kom Kronobergs län slutgiltigt att bli ett fristående län. 
I samband med kommunreformen 1971/74 överfördes mindre delar i öster till Kalmar län och mindre delar i norr tillfördes från Jönköpings län.

### Befolkningsutveckling
| Befolkningsutvecklingen i Kronobergs län 1970–2024 | Befolkningsutvecklingen i Kronobergs län 1970–2024 | Befolkningsutvecklingen i Kronobergs län 1970–2024 | Befolkningsutvecklingen i Kronobergs län 1970–2024 | Befolkningsutvecklingen i Kronobergs län 1970–2024 |
| -------------------------------------------------- | -------------------------------------------------- | -------------------------------------------------- | -------------------------------------------------- | -------------------------------------------------- |
|                                                    |                                                    |                                                    |                                                    |                                                    |
| År                                                 |                                                    |                                                    | Invånare                                           |                                                    |
| 1970                                               | 1970                                               |                                                    | 166 734                                            | 166 734                                            |
| 1975                                               | 1975                                               |                                                    | 169 438                                            | 169 438                                            |
| 1980                                               | 1980                                               |                                                    | 173 691                                            | 173 691                                            |
| 1985                                               | 1985                                               |                                                    | 173 972                                            | 173 972                                            |
| 1990                                               | 1990                                               |                                                    | 177 882                                            | 177 882                                            |
| 1995                                               | 1995                                               |                                                    | 180 377                                            | 180 377                                            |
| 2000                                               | 2000                                               |                                                    | 176 639                                            | 176 639                                            |
| 2005                                               | 2005                                               |                                                    | 178 443                                            | 178 443                                            |
| 2010                                               | 2010                                               |                                                    | 183 940                                            | 183 940                                            |
| 2015                                               | 2015                                               |                                                    | 191 369                                            | 191 369                                            |
| 2020                                               | 2020                                               |                                                    | 202 263                                            | 202 263                                            |
| 2024                                               | 2024                                               |                                                    | 203 351                                            | 203 351                                            |
| Källa: SCB - Folkmängd efter region och tid.       |                                                    |                                                    |                                                    |                                                    |

## Geografi
Länet är bland de mest skogbeklädda i hela Sverige; 72 % av ytan upptas av skog, ungefär 25 % består av sjöar och resten är bebyggelse.

## Styre och politik

### Administrativ indelning

#### Landskap och stift
Länet omfattar sydvästra delen av landskapet Småland.
Länets delar tillhörde Tiohärads lagsaga intill denna upplöstes 1849. 1718-1719 var denna lagsaga i detta län ersatt av Kronobergs läns lagsaga. 
Länet ingår i sin helhet i Växjö stift. 

#### Folkland, härader och städer (före 1970)
- Finnveden
  - Sunnerbo härad
- Värend
  - Allbo härad
  - Kinnevalds härad
  - Norrvidinge härad
  - Uppvidinge härad
  - Konga härad

Städer med stadsprivilegier som inrättades som stadskommuner när 1862 års kommunalförordningar trädde i kraft var enbart: Växjö stad. Ljungby blev stad 1931 men utan egen jurisdiktion.

#### Fögderier i Kronobergs län

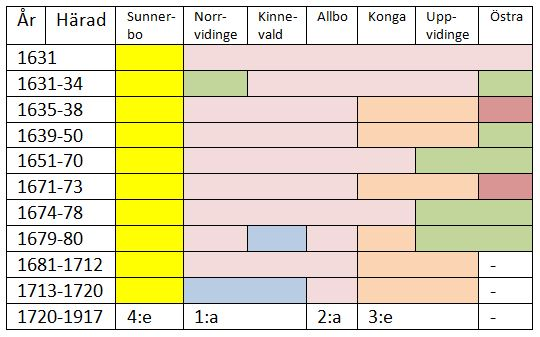
Fögderier i Kronobergs län 1634-1917

Fögderiernas geografiska omfattning varierade fram till 1720. Östra härad överfördes 1681 till Jönköpings län. Åren 1635-38 samt 1671-73 utgjorde Östra härad tillsammans med Norra och Södra Vedbo i Jönköpings län ett fögderi.Se figur., Domböckerna är oftast sammanbundna efter fögderi.
- Sunnerbo härads fögderi
- Allbo m.fl härades fögderi
- Konga m.fl häraders fögderi
- Östra m.fl häraders fögderi
- Kinnevalds m.fl härades fögderi

#### Socknar, fögderier efter 1720, domsagor, tingslag och tingsrätter
Se respektive härad.

#### Kommuner 1952-1971

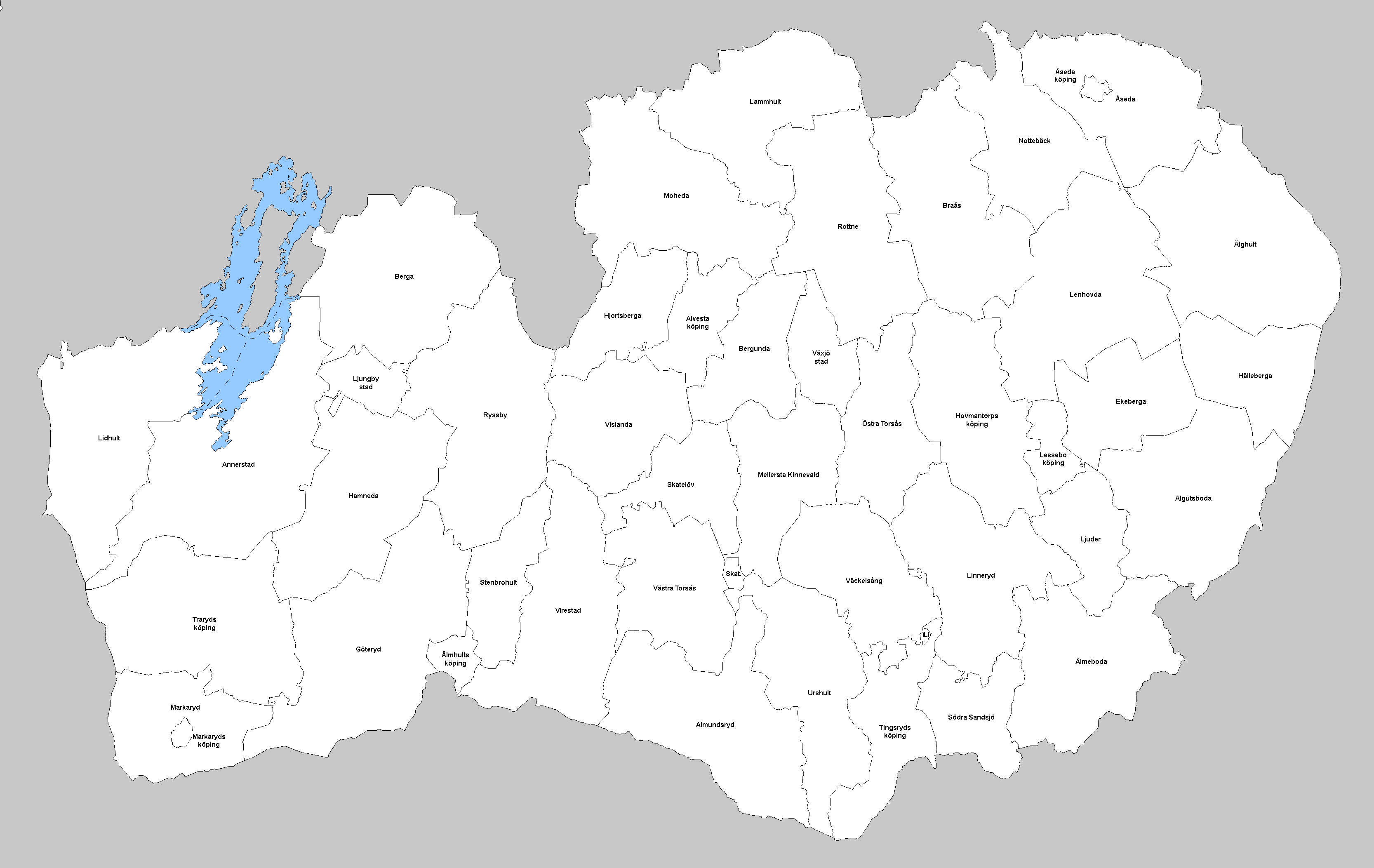
Kommuner i Kronobergs län 1952. Notera att länsgränsen har ändrats sen dess. Hälleberga, Algutsboda och del av Älmeboda landskommun överfördes till Kalmar län vid kommunreformen på 1970-talet. Samtidigt mottog Kronobergs län Tannåkers socken samt ö-delen av Bolmsö från Jönköpings län.

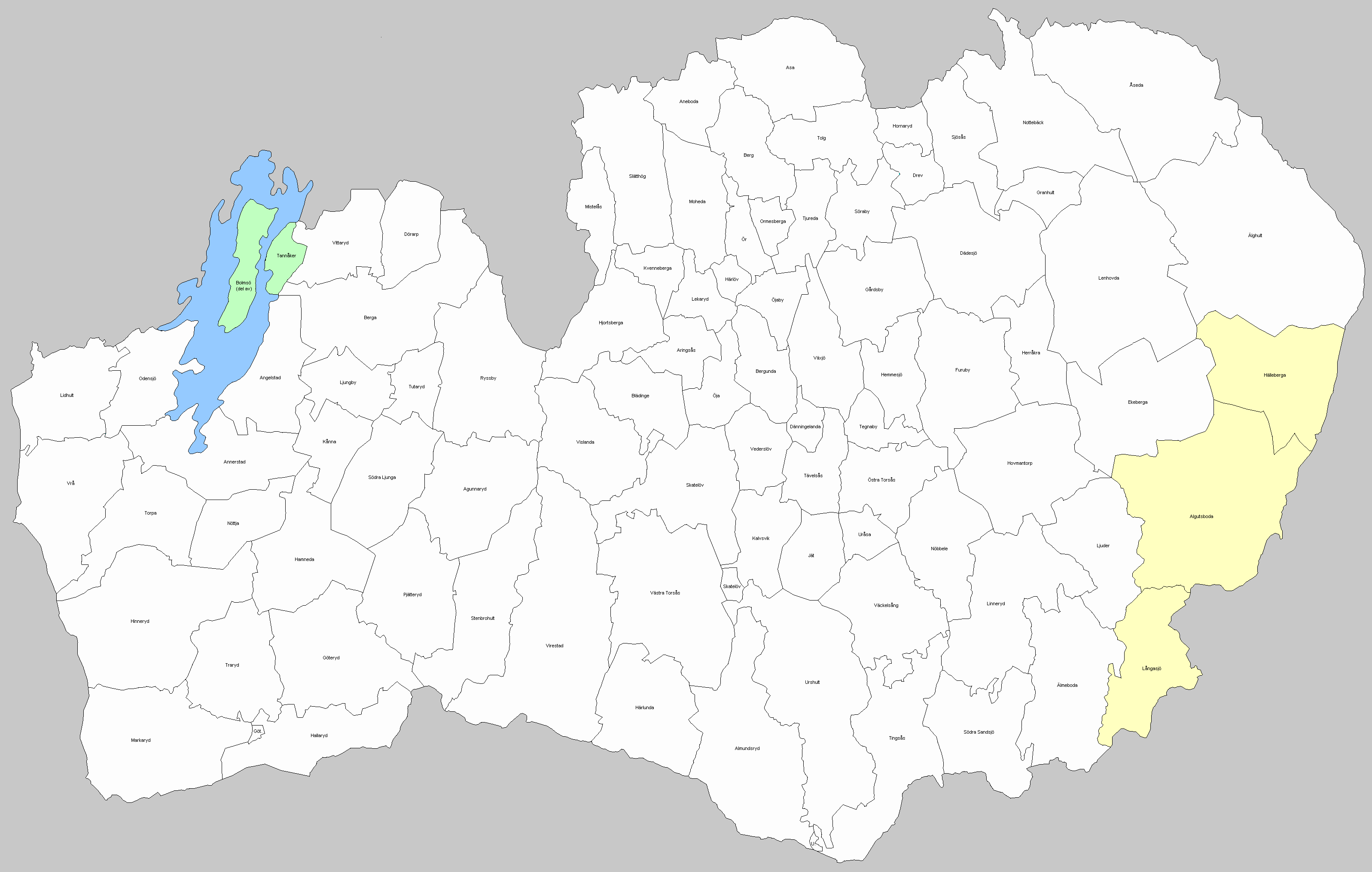
Socknar i Kronobergs län. Socknar markerat i ljusgult förlorades till Kalmar län vid 1970-talets kommunreform. Samtidigt mottogs de ljusgrönt markerade socknarna från Jönköpings län.

Städer (2 st):
| - Ljungby stad | - Växjö stad |

Köpingar (8 st):
| - Alvesta köping - Hovmantorps köping - Lessebo köping - Markaryds köping | - Tingsryds köping - Traryds köping - Åseda köping - Älmhults köping |

Landskommuner (34 st):
| - Algutsboda landskommun - Almundsryds landskommun - Annerstads landskommun - Berga landskommun - Bergunda landskommun - Braås landskommun - Ekeberga landskommun - Göteryds landskommun - Hamneda landskommun - Hjortsberga landskommun - Hälleberga landskommun - Lammhults landskommun - Lenhovda landskommun - Lidhults landskommun - Linneryds landskommun - Ljuders landskommun - Markaryds landskommun | - Mellersta Kinnevalds landskommun - Moheda landskommun - Nottebäcks landskommun - Rottne landskommun - Ryssby landskommun - Skatelövs landskommun - Stenbrohults landskommun - Södra Sandsjö landskommun - Urshults landskommun - Virestads landskommun - Vislanda landskommun - Väckelsångs landskommun - Västra Torsås landskommun - Åseda landskommun - Älghults landskommun - Älmeboda landskommun - Östra Torsås landskommun |

### Förändringar 1952–1970
Den 1 januari 1957 ombildades  Lenhovda landskommun till Lenhovda köping. Året därpå, 
den 1 januari 1958 ombildades Almundsryds landskommun till Almundsryds köping. Den 1 januari 1960 uppgick Markaryds landskommun i Markaryds köping och den 1 januari 1963 uppgick Hjortsberga landskommun  i Alvesta köping.
Den 1 januari 1965 uppgick Åseda landskommun i Åseda köping, det dröjde därefter två år, till den 1 januari 1967 till  Almundsryds köping namnändrades till Ryds köping.
Den 1 januari 1969 uppgick sedan  Algutsboda landskommun i Emmaboda köping, Kalmar län och Hälleberga landskommun uppgick i Nybro stad, Kalmar län.

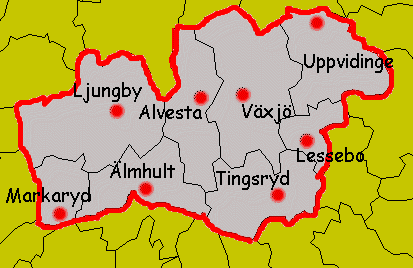
Kronobergs läns kommuner sedan kommunreformen 1971

#### Kommuner från 1971
Från 1971  delades Kronobergs län in i åtta kommuner. Dessa var Alvesta, Lessebo, Ljungby, Markaryd, Tingsryd, Uppvidinge, Växjö och Älmhult.

### Politik

#### Politiska majoriteter i Kronobergs län
| - Region Kronoberg: (m)+(c)+(kd)+(l) - Alvesta: (s)+(c)+(fp)+(mp) - Lessebo: (s) - Ljungby: (c)+(m)+(fp) (minoritet) - Markaryd: (kd)+(m)+(c)+(fp) - Tingsryd: (s)+(kd) - Uppvidinge: (s)+(v) - Växjö: (m)+(c)+(kd)+(l)+(mp) - Älmhult: (c)+(m)+(kd)+(l) | - Regionstyrelsens ordf: Mikael Johansson (m) - Kommunstyrelsens ordf: Per Ribacke (s) - Kommunstyrelsens ordf: Lars Altgård (s) - Kommunstyrelsens ordf: Magnus Gunnarsson (m) - Kommunstyrelsens ordf: Bengt Germundsson (kd) - Kommunstyrelsens ordf: Mikael Jeansson (s) - Kommunstyrelsens ordf: Niklas Jonsson (s) - Kommunstyrelsens ordf: Anna Tenje (m) - Kommunstyrelsens ordf: Gusten Mårtensson (c) | - Oppositionsråd: Henrietta Serrate (s) - Oppositionsråd: Thomas Jonsson (m) - Oppositionsråd: - Oppositionsråd: Anne Karlsson (s) - Oppositionsråd: Joakim Pohlman (s) - Oppositionsråd: Anna Johansson (c) - Oppositionsråd: Anders Käll (m) - Oppositionsråd: Malin Lauber (s) - Oppositionsråd: Eva Ballovarre (s) |

## Ekonomi och infrastruktur

### Infrastruktur

#### Transporter
Kronobergs län genomkorsas av E4, riksväg 15, riksväg 23 och riksväg 25. Vidare genomkorsas länet av Södra stambanan och Kust till Kustbanan med bytespunkt i Alvesta.

## Befolkning

### Demografi

#### Tätorter
De största tätorterna i länet enligt SCB:
| Nr | Tätort     | Folkmängd (2020) |
| -- | ---------- | ---------------- |
| 1  | Växjö      | 71 282           |
| 2  | Ljungby    | 16 098           |
| 3  | Älmhult    | 11 003           |
| 4  | Alvesta    | 9 255            |
| 5  | Markaryd   | 5 123            |
| 6  | Hovmantorp | 3 202            |
| 7  | Tingsryd   | 3 197            |
| 8  | Lessebo    | 3 059            |
| 9  | Åseda      | 2 740            |
| 10 | Rottne     | 2 434            |

Residensstaden är i fet stil

## Kultur

### Traditioner

#### Kultursymboler och viktiga personligheter
Länsvapnets Blasonering: I fält av guld ett på ett grönt treberg stående, upprest, rött lejon med blå beväring, vilket med båda framtassarna håller ett stolpvis ställt rött armborst med svart båge och pil av silver.
Vapnet fastställdes 1944 och bygger på Smålands landskapsvapen. Vapnet hade redan sedan länge brukats av länsstyrelsen.